# Emilio Paolo Miraglia
Emilio Paolo Miraglia (Casarano, 1924) es un director de cine de Italia. 

## Biografía
Inicia su labor cinematográfica como asistente de dirección y luego como director de clase B (cine).

## Filmografía
- Assassination (1967)
- Quella carogna dell'ispettore Sterling (1968)
- A qualsiasi prezzo (1968)
- La notte che Evelyn uscì dalla tomba (1971)
- Spara Joe...e così sia! (1972)
- La Dama rossa uccide sette volte (1972)

- Datos: Q82290
- Multimedia: Emilio Miraglia / Q82290